# Волкова Любов Григорівна
Любов Григорівна Волкова (рос. Любовь Григорьевна Волкова; 17 липня 1927, Тутаєв, Ярославська область, РРФСР, СРСР — 31 жовтня 2014) — начальниця установки Ново-Уфимського нафтопереробного заводу. Герой Соціалістичної Праці.

## Біографія
Народилася 17 липня 1927 році в місті Тутаєв Ярославської області. У 1962 році закінчила Уфимський нафтовий інститут.
Трудову діяльність розпочала у 1945 році помічником оператора на Ярославському нафтопереробному заводі. Після закінчення ремісничого училища працювала оператором на тому ж підприємстві. Із 1954 року — старший оператор Ново-Уфимського нафтопереробного заводу.
Достроково, 21 грудня 1959 року, Ново-Уфимський нафтопереробний завод виконав державний план по випуску продукції першого року семирічки (1959—1965). Робітники та інженерно-технічні працівники у боротьбі за технічний прогрес та модернізація підприємства дозволили збільшити потужність діючого обладнання із переробки нафти більш ніж на півмільйона тонн. Все це сприяло отриманню прибутку від реалізації продукції на 26 мільйонів рублів більше від плану. Вагомий внесок у виконання планових показників внесли працівники цехів № 22, 23, 27. Колектив установки контактної очистки масел цеху № 27, де працювала Л. Г. Волкова, випустив приблизько 30 тисяч тонн понадпланової продукції.
В ознаменування 50-річчя Міжнародного жіночого дня, за видатні досягнення у праці та особливо плідну громадську діяльність Указом Президії Верховної Ради СРСР від 7 березня 1960 року Л. Г. Волковій присвоєно звання Героя Соціалістичної Праці.
У 1965—1994 роках працювала начальником установки Ново-Уфимського нафтопереробного заводу.
Проживала в Уфі.

## Нагороди
- Герой Соціалістичної Праці (1960)
- Знак Пошани (1959)
- Орден Леніна (1960)
- інші медалі